# Ekaterine Gabaszwili
Ekaterine Gabaszwili,  gruz. ეკატერინე გაბაშვილი (ur. 16 czerwca 1851 w Gori, zm. 7 sierpnia 1938 w Achalkalaki) – gruzińska pisarka.

## Biografia
Ekaterine Tarchniszwili urodziła się 16 czerwca 1851 roku w Gori. Ojciec Rewaz Tarchniszwili (Tarkhan-Mouravi) był sekretarzem sądowym. Matka Sophie Bagrationi-Dawitaszwili zmarła, gdy przyszła pisarka miała pięć lat. W 1859 roku Jekaterina wyjechała do Tbilisi i uczyła się w niemieckiej szkole, a gdy miała 12 lat została przeniesiona do szkoły z internatem Madame Favor, gdzie otrzymała wykształcenie średnie. Z powodu braku pieniędzy nie mogła kontynuować nauki za granicą. Wróciła do domu i zaczęła uczyć bezpłatnie biedne dzieci. W 1871 roku przeniosła się do Tbilisi, wychodząc za mąż za Aleksandra Gabaszwiliego. Mieli 11 dzieci, siedmiu synów i cztery córki. Ekaterine wychowywała dzieci, prowadziła dom i pracowała społecznie.
W 1895 roku pisarka w swoim domu w Tbilisi zorganizowała szkołę dla kobiet, którą prowadziła przez 15 lat. Przyjmowała do niej również ubogie uczennice, które uiszczały dobrowolne datki. W 1890 roku była współzałożycielką pisma dla dzieci „Jejili”, które odegrało ważną rolę w rozwoju literatury młodzieżowej w Gruzji. W latach 1879–1927 była członkiem Towarzystwa upowszechniania czytania i pisania wśród Gruzinów, a od 1880 roku należała do jego zarządu.
Ekaterine Gabaszwili zmarła 7 sierpnia 1938 roku w Achalkalaki, w dystrykcie Kaspi. Została pochowana na cmentarzu Wake, po czym jej szczątki zostały przeniesione do panteonu dla pisarzy i osób publicznych Didube.

## Twórczość
Ekaterine Gabaszwili jako pierwsza wprowadziła do gruzińskiej literatury takie gatunki jak: opowiadanie, nowelę, miniaturę i obraz.
- Glekhkatsobis azri sasoplo shkolazed (1870)
- Magdanas lurja (1890)
- Surati, Ghvinia gadaichekha (1890)
- Meurmis fikrebi(1891)
- Gamarjvebuli niko (1896)
- Soplis megobari (1911)
- Soplis mastsavlebeli (1918)
- Soplis mevakhsheni (1925)
- Romani didkhevashi (1881)
- Orena da quche (1883)
- Gurgenaulis babo (1890)

## Adaptacja filmowa powieści
W 1955 roku powieść Ekaterine Gabaszwili Magdanas lurja (Osiołek Magdany) została sfilmowana przez Tengiza Abuładze i Rezo Czcheidze. W 1956 roku film otrzymał nagrodę na Międzynarodowym Festiwalu Filmowym w Cannes dla najlepszego filmu krótkometrażowego